# گای فردریش
گای فردریش (انگلیسی: Guy Friedrich; ۹ اوت ۱۹۲۸ – ۲۰ سپتامبر ۲۰۲۱) بازیکن فوتبال اهل فرانسه بود.
از باشگاه‌هایی که در آن بازی کرده‌است می‌توان به باشگاه فوتبال المپیک لیون، باشگاه فوتبال آنژه، و باشگاه فوتبال کن اشاره کرد.